# Conjectura de Collatz

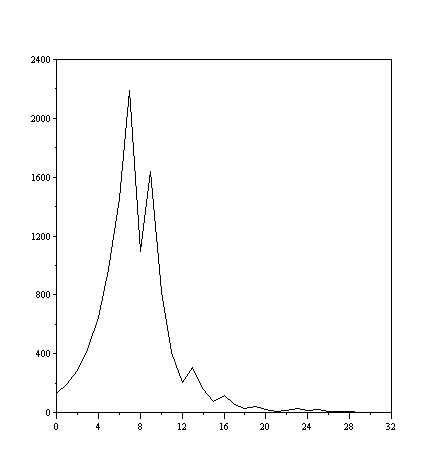
A sequência de Collatz começando em 127. A sequência sobe até o máximo 4372 antes de alcançar o 4, 2, 1.

A conjectura de Collatz é uma conjectura matemática que recebeu este nome em referência ao matemático alemão Lothar Collatz, que foi o primeiro a propô-la, em 1937.
Além desse nome, este problema também é conhecido por Problema 3x + 1, Conjectura de Ulam (pelo matemático polonês-americano Stanisław Marcin Ulam), Problema de Kakutani (pelo matemático nipo-americano Shizuo Kakutani), Conjectura de Thwaites (pelo acadêmico britânico Bryan Thwaites), Algoritmo de Hasse (pelo matemático alemão Helmut Hasse) ou Problema de Siracusa.
Esta conjectura aplica-se a qualquer número natural inteiro, e diz-nos para, se este número for par, o dividir por 2 (/2), e se for impar, para multiplicar por 3 e adicionar 1 (*3+1). Desta forma, por exemplo, se a sequência iniciar com o número 5 ter-se-á: 5; 16; 8; 4; 2; 1. A conjectura apresenta uma regra dizendo que, qualquer número natural inteiro, quando aplicado a esta regra, eventualmente sempre chegará a 4, que se converte em 2 e termina em 1. Essa sequência em questão também pode ser chamada de Números de Granizo ou Números Maravilhosos. A explicação destes últimos nomes está em "como o granizo nas nuvens antes de cair, os números saltam de um lugar ao outro antes de chegar ao 4, 2, 1".
A explicação para estes saltos, quando ocorrem Números de Granizo, está na quantidade de fatores primos iguais a 2 quando decompomos este número, o que determina quantas vezes, de forma sucessiva, será aplicada a conjectura para números pares f(x)=x/2. Por exemplo, a enésima potência de 2 (2n) chegará a 1 em n passos, o que demonstra ser infinita a abrangência da Conjectura de Collatz. Vale ressaltar que as potências pares de 2 são acessadas por 3x+1, por exemplo, 3x5+1=16 e 3x21+1=64.

O matemático alemão Gerhard Opfer publicou em maio de 2011 um artigo com o teorema que supostamente provava esta conjectura, causando alvoroço na comunidade matemática.. Em 17 de julho de 2011, entretanto, o autor publicou uma nota, na última página de seu artigo, onde reconhecia que uma de suas afirmações estava incompleta, o que não garantia a ele a prova do problema.

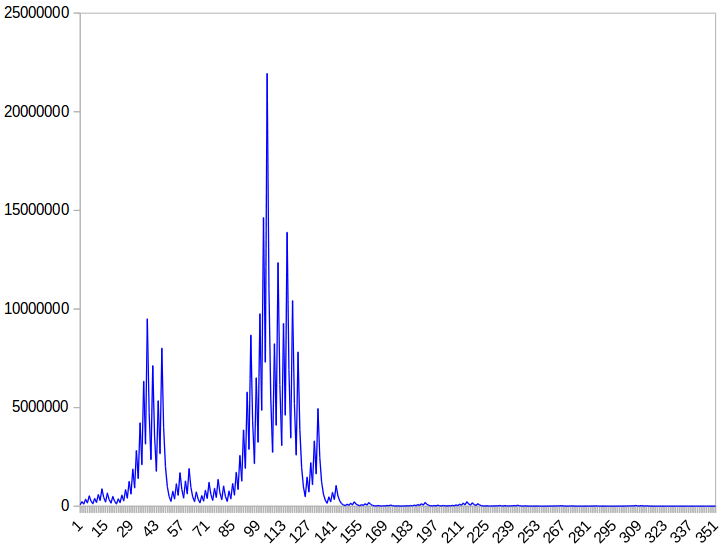
A sequência de Collatz começando em 77031. Esta é a maior sequência obtida para x menor que 100000.

A Tabela a seguir descreve a porcentagem de números pares e ímpares para a quantidade de números dados. Em geral, ocorre o dobro de números pares em relação aos ímpares conforme mostrado nessa tabela.
| Quantidade x | 10   | 100   | 1000  | 10000 | 100000 |
| ------------ | ---- | ----- | ----- | ----- | ------ |
| %Par         | 5,00 | 21,37 | 39,88 | 56,76 | 71,88  |
| %Ímpar       | 2,70 | 11,05 | 20,65 | 29,20 | 36,64  |

## Enunciado do problema
Considere a seguinte operação em um número inteiro positivo arbitrário qual que:
- Se o número é par, divida-o por 2;
- Se é ímpar, multiplique-o por 3 e some 1

Em notação aritmética, a função {\displaystyle C} é definida tal que:
{\displaystyle C(x)={\begin{cases}3x+1&{\text{if }}x\equiv 1{\pmod {2}}\\x/2&{\text{if }}x\equiv 0{\pmod {2}}\end{cases}}}
Ou equivalente:
{\displaystyle C(x)={\begin{cases}{\tfrac {{\sqrt {2}}^{x-2}({\tfrac {x}{2}})!({x-1})!!}{\Gamma (x)}},&{\text{if }}x\equiv 0{\pmod {2}}\\{\tfrac {{4^{x}2^{x}}({3x+1})!({6x+1})!!}{\Gamma (6x+2)}},&{\text{if }}x\equiv 1{\pmod {2}}\end{cases}}}

Onde a presença das funções fatorial, duplo fatorial e a função gama é observada.

## Implementações de computador
Na linguagem Python:
```
def
 
collatz
(
x
):

    
while
 
x
 
>
 
1
:

        
if
 
x
 
%
 
2
 
==
 
0
:

            
x
 
/=
 
2

        
else
:

            
x
 
=
 
3
*
x
+
1

```

Na linguagem Java:
```
static
 
void
 
collatz
(
int
 
x
)
 
{

	
System
.
out
.
println
(
x
);

	
if
 
(
x
>
1
)
 
{

		
collatz
(
 
(
x
%
2
==
0
)
 
?
 
x
/
2
 
:
 
(
3
*
x
+
1
)
 
);

	
}

}

```

Na linguagem C:
```
void
 
collatz
(
int
 
x
)

{
	

	
printf
(
"%d "
,
 
x
);
	

	
if
 
(
1
 
==
 
x
)

		
return
;

	
else
 
if
 
(
x
 
%
 
2
 
==
 
0
)
		

		
collatz
(
x
/
2
);

	
else

		
collatz
(
3
*
x
+
1
);

}

```

Na linguagem PHP:
```
function
 
collatz
(
$x
){

	
if
(
$x
 
==
 
1
){

		
return
 
$x
;
 
	
}
else
 
if
(
$x
 
%
 
2
 
==
 
0
){

		
$result
 
=
 
$x
 
/
 
2
;

		
return
 
collatz
(
$result
);

	
}
else
{

		
$result
 
=
 
(
$x
 
*
 
3
)
 
+
 
1
;

		
return
 
collatz
(
$result
);

	
}

}

```

Na linguagem Haskell:
```
collatz
 
::
 
(
Integral
 
a
)
 
=>
 
a
 
->
 
[
a
]
  

collatz
 
1
 
=
 
[
1
]
  

collatz
 
n
  

    
|
 
even
 
n
 
=
  
n
:
collatz
 
(
n
 
`
div
`
 
2
)
  

    
|
 
odd
 
n
  
=
  
n
:
collatz
 
(
n
*
3
 
+
 
1
)

```

Na linguagem Ruby:
```
def
 
collatz
(
n
)

  
puts
 
n

  
return
 
if
 
n
 
==
 
1

  
return
 
collatz
(
n
*
3
 
+
 
1
)
 
if
 
n
.
odd?

  
return
 
collatz
(
n
/
2
)

end

```

## Importância
Segundo o matemático Greg Muller, a importância desta conjectura está em que "os matemáticos suspeitam que solucionar a conjectura de Collatz abrirá novos horizontes e desenvolverá novas e importantes técnicas na teoria dos números". Já Derek Jennings comenta que "outra razão é que, por ser fácil de apresentar e entender, tem potencial de atrair jovens para a matemática. Eu mesmo soube de sua existência no ensino médio e não resisti a seu encanto".